# Hijo de ladrón
Hijo de ladrón es una novela del escritor chileno Manuel Rojas, la primera de la tetralogía protagonizada por Aniceto Hevia.
Presentada en  el concurso literario de la Sociedad de Escritores de Chile de 1950 con el título de Tiempo irremediable, ganó una mención honrosa. Luego de ello Rojas reescribió algunas partes y la publicó en 1951 en la Editorial Nascimento con el título Hijo de ladrón.
Narra en primera persona la historia de Aniceto Hevia, un joven nacido en Buenos Aires cuyo destino errante lo lleva a desplazarse por diversos escenarios situados entre Argentina y Chile.
La tetralogía de Hevia continúa con Mejor que el vino (1958), Sombras contra el muro (1964) y La oscura vida radiante (1971).

## Argumento
La novela comienza en la cárcel de Valparaíso, donde Aniceto Hevia rememora hechos sucedidos a lo largo de unas dos décadas, desde antes de su nacimiento hasta el momento presente. Su vida estará marcada por un padre ausente, el Gallego, que tenía por oficio y emblema al robo y al mundo delictivo.

"¿Cómo y por qué llegué hasta allí? Por los mismos motivos que he llegado a tantas partes. Es una historia larga y, lo que es peor, confusa."
Primeras líneas de Hijo de ladrón.

Narra Aniceto en una múltiple función de testigo, protagonista y lector de su propia historia.

## Técnica narrativa
En Hijo de ladrón Manuel Rojas crea la técnica narrativa conocida como racconto que consiste en la inserción de extensas escenas narrativas que rememoran tiempos pasados. Al respecto hay una anécdota cuando Manuel Rojas presentó su novela a un concurso de la sociedad de escritores de Chile en 1950. El jurado al desconocer la técnica narrativa que Manuel Rojas estaba incorporando, le concedió una mención honrosa con la recomendación que ordenara el manuscrito ya que parecía estar desordenado temporalmente.

## Traducciones

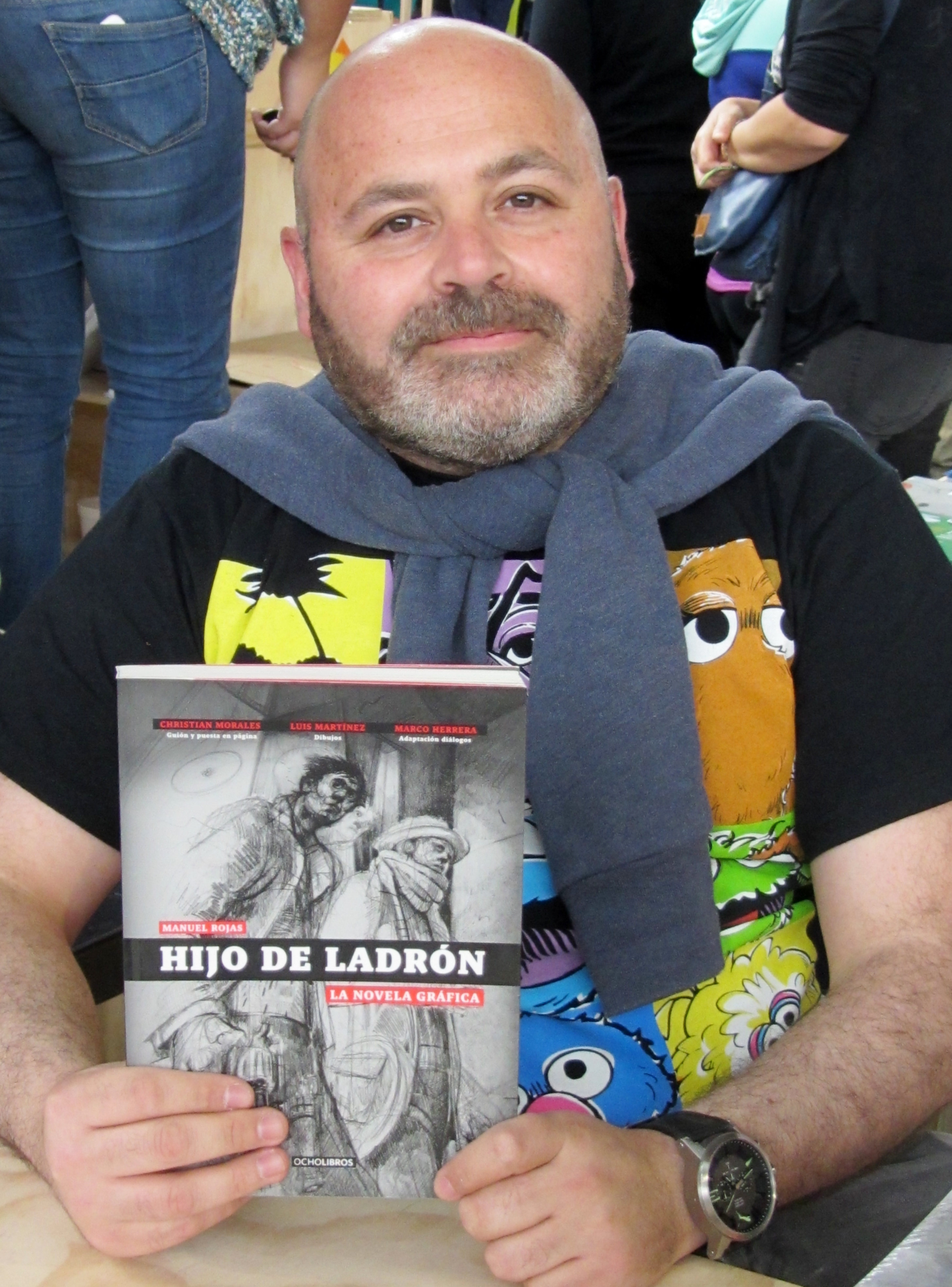
La novela gráfica Hijo de ladrón en manos de su guionista, Christian Morales

La obra ha sido traducida al inglés (Born Guilty. Victor Gollancz Ltda, Londres – UK, 1956), francés (Fils de Voleur. Robert Laffont, París – Francia, 1963), portugués (Filho de Ladrao. Pub. Europa-América, Lisboa – Portugal, 1956), italiano (Il Figlio del Ladro. Loganessi, Milano – Italia, 1955), alemán (Der Sohn des Diebes. Suhrkamp Verlag, Frankfurt am Main – Alemania, 1986), ruso (Cblh Bopa. Edición Rusa, Moscú – Rusia), sueco (Son Till en Tjuv. Natur och Kultur, Stockholm – Suecia, 1958), húngaro (Tolvaj Volt az Apám. Magvetö Kiadó, Budapest – Hungría, 1971), eslovaco (Syn Zlodeja. Slovenskz Spisovatel, Bratislava – Eslovaquia, 1977), letón ("Zagla dels", Liesma, Riga - Letonia, 1968) y japonés (イホ·デ·強盗. Tuttle-Mori Agency Inc., Tokio – Japón)

## Novela gráfica
En 2005 fue publicada una adaptación al cómic por la editorial Ocho Libros. El guion de la novela gráfica estuvo a cargo del comunicador audiovistual Christian Morales y los dibujos, del pintor Luis Beto Martínez; Marco Herrera adaptó los diálogos.